# Laurent Henri Cottineau
Laurent Henri Cottineau (* 3. Juli 1863 in Luçon; † 3. März 1936 in Farnborough) war ein französischer Benediktiner und Ordenshistoriker.

## Leben und Werk
Cottineau wurde 1888 zum Priester geweiht und wirkte bis 1896 im Bistum Luçon im Département Vendée. Dann trat er, angezogen durch die Schönheit des gregorianischen Choralgesangs, unter dem Einfluss von Joseph Pothier in die Benediktinerabtei Solesmes ein. Von dort wurde er 1898 in die englische Benediktinergründung Saint Michael’s Abbey in Farnborough geschickt. Ab 1910 arbeitete er in Rom in der Vulgata-Kommission von Kardinal Francis Aidan Gasquet. Cottineau erstellte ein monumentales Lexikon aller je existierenden Klöster aller Orden mit reicher Bibliographie, das postum erschien und 1995 nachgedruckt wurde.

## Werke
- Répertoire topo-bibliographique des abbayes et prieurés. 3 Bde. Protat, Mâcon 1939–1970. Nachdruck: Brepols, Turnhout 1995. 3488 + 361 Spalten (3. Bd. hrsg. von Grégoire Poras, mit Kurzbiografie des Verfassers).